# 뤼다오향

뤼다오향의 위치

뤼다오향(중국어: 綠島鄉, 병음: Lǜdǎo Xiāng, 한자음: 녹도향) 또는 서양권에서 그린 아일랜드(Green Island)는 중화민국 타이둥현의 향이다. 태평양에 떠있는 크고 작은 섬들로 구성되었다. 원래는 훠사오섬(火焼島)으로 불리고 있었지만, 1949년 5월 21일에 뤼다오섬으로 개칭되었다. 정치범 수용소가 있던 것으로도 알려져 있다. 여름에 타이완을 대표하는 관광지들중 하나이며 특히, 스쿠버 다이빙으로 유명하다. 넓이는 15.0919km2이고, 인구는 2015년 8월 기준으로 3,805명이다.

## 지리
뤼다오섬은 태평양에 떠있는 사각형 모양을 한 화산섬이며, 섬 전체의 60%가 구릉지대 또는 산지로 구성되어 있다. 최고점은 훠사오산(火焼山, 해발 281 m)이며, 아메이산(阿眉山, 276m)과 나란히 섬의 중앙에 위치하고 있다. 자연은 대만의 전형적인 열대 우림과 산호초로 구성되어 유라시아 대륙과 남양 군도의 생물계가 교차하는 지점이며, 독특한 생태계를 이룬다.

## 역사
뤼다오섬은 약 2000년전의 신석기시대 말기에 이미 사람이 살고 있었던 것으로 확인된다. 섬내의 유적으로는 대량의 석기, 석망추, 도편, 돌도끼 등이 출토되어 당시의 생활을 알 수 있다. 뤼다오섬의 주민과 타이완 동해안의 아메이족, 푸유마족, 카바란족, 케타갈란족과는 밀접한 교류가 있었다고 생각된다.
청대 건륭 연간에서 가경 초에 걸쳐 소유구의 한족 주민이 목재, 벌채 혹은 어업을 목적으로 핑둥현과 뤼다오섬 사이를 왕래한 것으로 확인된다. 한족의 최초 이주는 1803년 진필처가 족인 30명을 인솔해 뤼다오로 이주한 것이다. 이후 한족의 이주가 계속되어, 공관에서 서쪽으로 개발해 남자호, 유자호, 대호를, 남쪽을 향해 개발해 시구, 중료, 남료 등의 취락이 점차 형성되어 갔다. 도광 연간에는 초삼포, 해참평, 귀만 등이 개발되어 섬 전체에 걸쳐 개발이 행해졌다.
대만일치시기가 시작되면서 뤼다오섬에는 중범죄자를 수감하는 감옥이 설치되었고, 국부천대 이후 계엄시기에는 정치범이 수감되어 일반 시민의 도항은 제한되었다. 1980년에 계엄령이 해제되면서 대만의 레저 붐으로 뤼다오섬으로의 관광객이 증가하였으며, 관광업을 중심으로 한 발전을 보이고 있다.

## 교통
- 뤼다오 공항